# Бурцевское месторождение

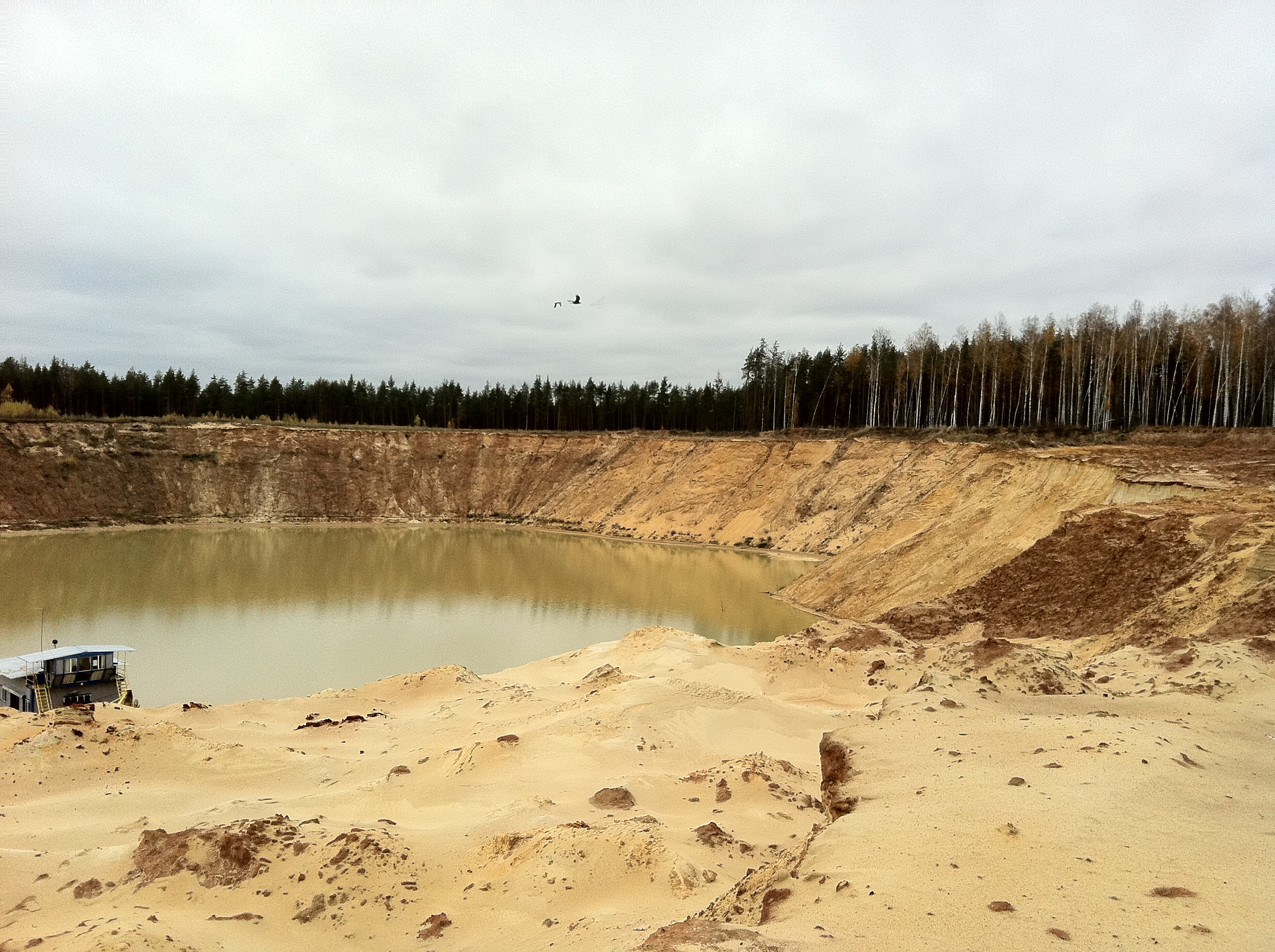
Бурцевское месторождение

Бу́рцевское месторождение кварцевых песков в Балахнинском районе Нижегородской области имеет Федеральное значение и снабжает не только заводы области, но и многие предприятия Российской Федерации. Подтвержденные запасы месторождения составляют более 170 млн тонн песка и являются одними из самых крупных в Европе.

## История
Первая разведка месторождения была проведена ещё в 1938 году, но только спустя  двадцать лет, в 1959 году, оно было официально зарегистрировано, получив название по месту расположения — на землях Бурцевского лесничества Балахнинского лесхоза — «Бурцевский карьер формовочных песков». В начале шестидесятых к карьеру проложили подъездные железнодорожные пути.  В 1967 году предприятие отправило свою первую продукцию на Горьковский автозавод.
В настоящее время Бурцевское месторождение разрабатывается ООО «Балкум». Основной род деятельности ООО «Балкум» — добыча и предварительное обогащение кварцевых формовочных песков.

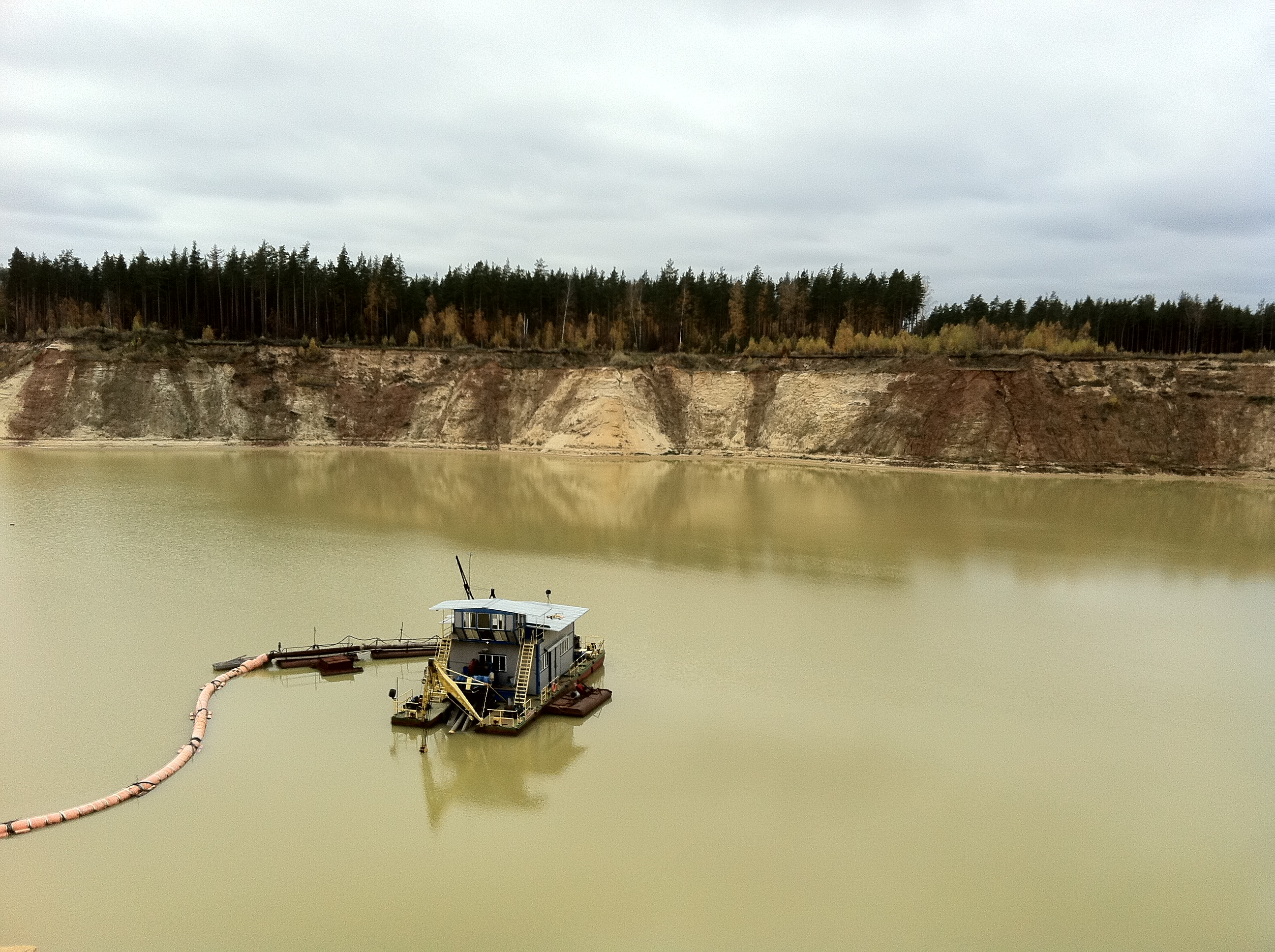
Добыча песка ООО «Балкум»